# Vampire Rock
Albums de Shakin' Street
Shakin' Street
(1980)
Singles
1. No Time to Loose
Sortie : 1978

Vampire Rock est le premier album du groupe de hard rock français Shakin' Street. il est sorti en 1978 sur le label CBS Records.
Cet album fut enregistré à l'Olympic Sound Studio de Londres avec les ingénieurs du son Doug Bennett et Nigel puis mixé à Paris au Studio Aquarium, situé au 354 de la rue Lecourbe, par Eric Migliaccio et Dominique Blanc-Francard pour les titres Vampire Rock et Speedy Lady. Ian Stewart viendra jouer du piano sur deux chansons, No Time to Loose et  Speedy Lady.
Les deux photographies de la pochette de l'album sont de Michel Leconte.

## Liste des titres
- Tous les titres sont signés par Fabienne Shine et Eric Lewy sauf indications.

Face 1
1. Vampire Rock - 4:05
2. Where Are You Babe (Shine) - 3:45
3. Love Song - 3:01
4. Living with a Dealer - 3:00

Face 2
1. No Time to Loose - 4:15
2. Yesterday's Papers (Mick Jagger, Keith Richards) - 3:05
3. Celebration 2000 - 2:35
4. Blues Is the Same - 4:40
5. Speedy Lady - 3:50

## Musiciens
- Fabienne Shine: chant, harmonica
- Eric Lewy: guitare
- Jean-Lou Kalinowski: batterie
- Mike Winter: basse
- Armik Tigrane: guitare

avec
- Ian Stewart: piano sur No Time to Loose et Speedy Lady
- Frank Collins, Dyan Birch, Bonnie : chœurs sur Vampire Rock et Yesterday's Papers